# Zuster Joy
Zuster Joy (Japans: ジョーイ Joy) is een personage uit de Pokémon-anime.
De Nederlandse stem van zuster Joy wordt ingesproken door Mandy Huydts, de Engelse door Megan Hollingshead en de Japanse door Ayako Shiraishi. Haar eerste verschijning was in aflevering 2: Pokémonnoodgeval! Zuster Joy is meestal een bijrol in de serie en films. Haar doel is om de Pokémon te genezen die naar het Pokémoncentrum worden gebracht. Zij wordt altijd bijgestaan door een Pokémon; meestal is dit Chansey, maar ook Blissey en Wigglytuff hebben weleens deze functie bekleed.

## Verhaal
Zuster Joy debuteerde in de aflevering: Pokémonnoodgeval!. De Pikachu van Ash was ernstig gewond geraakt door de gebeurtenissen van de eerste aflevering. Een Zuster Joy heeft toen de Pokémon genezen en het Pokémoncentrum beschermd tegen de schurken van Team Rocket.

## Karakter
Zuster Joy is geen enkele entiteit. In plaats daarvan zijn er veel Zuster Joys die als verpleegsters werken in de verschillende regio's van de Pokémonwereld. Vaak zien de Zuster Joys in dezelfde regio er identiek uit, en kunnen ze enkel onderscheiden worden door de kleur van het icoon op hun hoed, als dit al mogelijk is. In de serie en films zijn Zuster Joys aardige, oprechte en eerlijke Pokémonverpleegsters die voor zieke en gewonde Pokémon zorgen, maar een Pokémontrainer zullen confronteren als ze niet goed voor hun Pokémon zorgen.